# Eibensee (Rotte)
Eibensee ist eine Rotte in der Gemeinde Fuschl am See im Nordosten des österreichischen Bundeslandes Salzburg.
Der Ort befindet sich nordöstlich von Fuschl im Tal des Eibenseebaches, der dem Eibensee entspringt, einem 2 Kilometer weiter östlich gelegenen Gebirgssee. Durch den Ort Eibensee führt die aus der Stadt Salzburg kommende Wolfgangsee Straße, die von Fuschl nach Eibensee und weiter nach Haslwald verläuft, dann südlich am Wolfgangsee vorbei führt und in Bad Ischl endet.